# Frank Otto (Historiker)
Frank Otto (* 22. Dezember 1967 in Mainz; † am oder vor dem 2. Februar 2024 in Hamburg) war ein deutscher Historiker, Redakteur bei Geo Epoche und Autor zahlreicher Publikationen.

## Leben
Frank Otto besuchte das humanistische Gymnasium Christianeum in Hamburg. Nach seinem Wehrdienst studierte er Geschichte, Volkswirtschaftslehre, Politische Wissenschaften und Neuere deutsche Literatur an der Universität Hamburg. Dort habilitierte er sich 2001 bei Bernd Jürgen Wendt. Nach Abschluss der Habilitation war er bis 2007 Privatdozent für Neuere Geschichte am Historischen Seminar der Universität Hamburg. Seit 2008 war er Redakteur bei Geo Epoche. Er lebte und arbeitete in Hamburg.

## Werke
- Die Keynesianische Revolution in Großbritannien (1929 bis 1948). Duncker & Humblot, Berlin 1996, ISBN 3-428-08888-3
- Die Entstehung eines nationalen Geldes. Integrationsprozesse der Deutschen Währungen im 19. Jahrhundert. Duncker & Humblot, Berlin 2002, ISBN 3-428-10813-2
- mit Kathrin Kompisch: Monster für die Massen. Die Deutschen und ihre Serienmörder. Militzke Verlag, Leipzig 2004, ISBN 978-3-86189-722-4.
- mit Kathrin Kompisch: Bestien des Boulevards. Militzke Verlag, Leipzig 2005, ISBN 3-86189-626-5
- Der Nordirlandkonflikt: Ursprung, Verlauf, Perspektiven. Verlag C.H. Beck, München 2005 ISBN 978-3-406-61127-8
- mit Kathrin Kompisch: Teufel in Menschengestalt. Die Deutschen und ihre Serienmörder. Bastei Lübbe, Köln 2006 ISBN 3-404-60571-3